# إسحاق أسانتي
إسحاق أسانتي (بالإنجليزية: Isaac Asante)‏ هو لاعب كرة قدم غاني، ولد في 21 أغسطس 2002 في بلجيكا.